# 曾鑑 (天順進士)
曾鑑（1434年—1507年），字克明，順天府大興縣軍籍，湖廣郴州直隸州桂陽縣土橋人，明朝政治人物。官至工部尚書。

## 生平
曾鑑是景泰七年（1456年）丙子科順天鄉試舉人，天順八年（1464年）甲申科三甲第二十三名進士。刑部觀政，授刑部江西司主事，改工部都水司主事、吏部驗封司主事，升吏部稽勳司員外郎、吏部驗封司郎中，成化二十三年（1487年）升通政使司右通政，弘治三年（1490年）升太僕寺卿，五年（1492年）升工部右侍郎，九年（1496年）升工部左侍郎，十三年（1500年）升工部尚書，屢次進言減少營造浪費，正德二年（1507年）正月阻擋宦官干涉邊疆防務，同年閏正月致仕，同月八日去世，贈太子太保。

## 家族

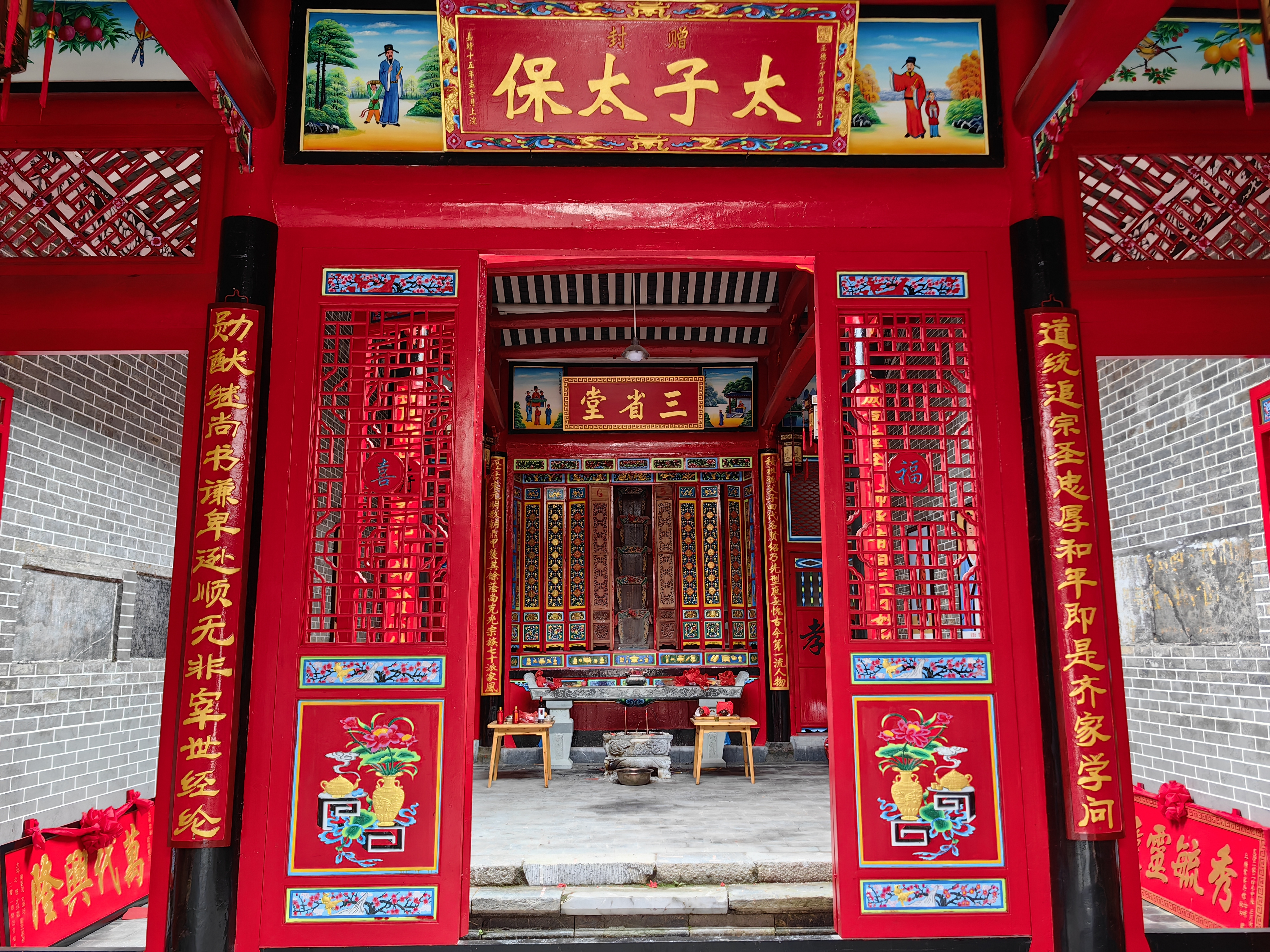
位於汝城縣土橋鎮的曾氏家廟，為紀念曾鑑而建

曾祖曾民遠，洪武初年從戎應天府，隸虎賁右衛；祖父曾得壽，永樂年間扈從北遷，以戍籍居北直隸；父曾讓。
妻陳氏，生子曾洪，國子生，早卒。側室滕氏，生子曾沄，國子生。有三女：長女適騰驤衛千戶于勇；次女適金吾衛指揮同知劉湧；三女適虎賁衛百戶索子瓚。孫女一人。